# 曹端妃
曹端妃（16世纪？—1542年），順天府固安縣西辛里人。從五品錦衣衛副千戶曹濟之女，曹鏜之孫女，義官曹琰之曾孫女。明朝明世宗朱厚熜之妃（後稱為逆御氏），皇長女常安公主朱壽媖與皇三女寧安公主朱祿媜之生母，嘉靖二十一年壬寅宮變發生後被處决。

## 前期生平
曹氏的出生時間無考。她是順天府固安縣西辛里曹濟之女，她的曾祖父曹琰，家境非常富裕且樂於施捨，教諭郁珎撰寫《修縣治記》時，曾將他的名字列在首位。曹琰有兩個兒子：曹鏜、曹鎰。曹鏜即是曹端妃的祖父，而曹鎰則曾任直隸江浦縣主簿，他至少有二個兒子入仕，例如曹澤在正德年間原為監生，後為湖廣景陵縣丞；曹濡是嘉靖八年己丑科進士，曾任山東諸城知縣、户部主事等職（壬寅宮變後，曹濡「聞變懼禍，自縊於家」）。
嘉靖十三年（1534年）八月，嘉靖帝諭示內閣，稱自己已請示聖母皇太后，打算挑選女子填補九嬪之缺。大學士張孚敬、李時與尚書夏言上奏，稱這關係到國本，不可不慎，請求嘉靖帝依據先年事例，派遣官員前往南北直隸、河南、山東選拔賢淑女子，但嘉靖帝下令只在京城內外選拔。嘉靖十四年（1535年）三月，官員呈上登記民間女子姓名的簿冊，嘉靖帝下旨稱選來的女子若不教以詩書，將與普通侍寢者無異，應該讓她們的父母監督教導，等過了夏秋再進行選拔，或者可以培養出善良賢淑的女子來輔佐他。十月二十一日，禮部請求按照前旨執行，擇日候選女子入宮，聽候皇太后的篩選。嘉靖帝說：「聖母慈命，令朕自擇以補九嬪，其留者仍待歲月，然後冊封。」因此，當日嘉靖帝開始選進女子。同年十一月初八日，禮部向嘉靖帝奏上儀注，儀注稱錦衣衛副千戶曹濟之女淑女曹氏，將在十一月十一日被正式冊封為端嬪。十一月初十日，授曹端嬪之父冠帶官曹濟為錦衣衛副千戶。
嘉靖十五年（1536年）五月二十一日，嘉靖帝在賜給大學士張孚敬的敕書中提到「原選淑女內曰曹、王二氏，朕御而各有喜期將近，已先冊封為端、昭二嬪」。八月十五日，曹端嬪生皇長女常安公主朱壽媖。同年九月初九日，進封宸妃沈氏、麗妃閻氏為貴妃，端嬪曹氏為端妃，安嬪沈氏為安妃，康嬪杜氏為康妃，並冊封錦衣衛正千戶盧惠之女盧氏為靖嬪、江洋之女江氏為恭嬪、任惠之女任氏為順嬪、趙汝誠之女趙氏為榮嬪。命侯郭勛、駙馬謝詔、伯衛錞、陳鏸、焦棟、王瑾、李全禮、輔臣李時、尚書夏言、顧鼎臣為正使，都指揮方銳、尚書梁材、張瓚、唐龍、王廷相、林廷㭿、嚴嵩、侍郎謝丕、張璧、都指揮王佐為副使。嘉靖十八年五月十二日，曹端妃生皇三女寧安公主朱祿媜。

## 壬寅宮變後處死
嘉靖二十一年（1542年），嘉靖帝、方皇后，以及張淑妃、馬貞妃等妃嬪都居住於西苑仁壽宮。當時，仁壽宮的中軸線上有正殿和前殿，東西兩側總共建有八個寢宮 ，如廖道南《帝苑農桑賦》就曰 ：「東有萬春 、麗春 、永壽 、長春 ，接珍膳而五谷馨；西有延壽 、景福 、安喜 、仁和 ，豫延和而百祿多」張淑妃等妃嬪應在東西兩側的寢宮內居住。
嘉靖二十一年十月二十一日，發生壬寅宮變。何喬遠撰《名山藏》及張岱撰《石匱書》等史料稱當日「帝之所幸曹妃及寧嬪王氏侍寢」，但以上說法未有確實證據證明。《明世宗肅皇帝實錄》僅記宮女楊金英等人趁嘉靖帝熟睡時，欲合伙用繩勒死他，但誤將繩子打成死結。宮女張金蓮得知計劃失敗後，跑去稟告方皇后。方皇后趕到救駕，嘉靖帝得以脫險。隨後，太監張佐、高忠奉命逮捕和審訊相關人員，供詞稱首謀者是王寧嬪，曹端妃雖未直接參與，但最初也參與謀劃，宮女楊金英、蘇川藥、楊玉香、邢翠蓮、姚淑翠、楊翠英、關梅秀、劉妙蓮、陳菊花與王秀蘭親自參與弒君之事，徐秋花、鄧金香、張春景與黃玉蓮為同謀，而張金蓮在事情暴露後才向方皇后告發。因此，嘉靖帝下詔「不分首從，悉磔之於市，仍剉屍梟示，並收斬其族屬十人，給付功臣家為奴二十人，財產籍入」。壬寅宮變發生後，朝廷內外震驚恐慌，至次日中午，得知「上體康豫」，眾心才安定下來。壬寅宮變發生的具體原因暫無可靠資料證明，但朝鮮領議政尹殷輔等人向中宗李懌呈上的千秋使書狀稱原因是嘉靖帝雖然寵愛宮人，但對微小過錯毫不寬容，常施杖罰，因此致死者達二百餘人，宮人積怨已久，釀成此兇謀。中宗在思政殿與尹殷輔、洪彦弼等人商議此事時，中宗認為宮女不太可能獨自設謀弑君，必定是嘉靖帝行事失當，引致眾人怨氣深重，內外勾結所致的。尹仁鏡也認為此事非宮女獨謀，背後定有主謀，若要徹查，恐掀大獄。
```
《司禮監張佐題爲謀害事》對宮變當晚的細節記載得更仔細，稱奉皇后懿旨：「好生打著問」。楊金英係
常在
、
答應
，供述說本月十九日，王氏和曹氏兩位侍長，在東稍間點燈時，商議說：『喒們下了手罷，强如死在手裏！』宮女楊翠英、蘇川藥、楊玉香、邢翠蓮在旁聽說。隨後，楊玉香前往東稍間，解下儀仗用的細料花繩，搓成一條繩子。到了二十二日卯時，楊玉香把繩子遞給蘇川藥，蘇川藥再把繩子遞給楊金英綁成套索，一起動手。姚叔皋掐住嘉靖帝的膊子，楊翠英說：『搯着膊子，不要放鬆！』邢翠蓮把黃綾抹布遞給姚叔皋，讓她把黃綾抹布蓋在嘉靖帝臉上。邢翠蓮負責按住身體，蘇川藥和關梅秀分別抓住左、右手，劉妙蓮和陳菊花按住雙腿，姚叔皋和關梅秀拉緊繩套。知情的張金蓮見事情不妙，去請方皇后來。方皇后前來後，姚叔皋打了皇后一拳，王秀蘭負責打聽消息，陳菊花吹滅了燈火。張金蓮叫總牌陳芙蓉點燈，徐秋花、鄧金香、張春景、黃玉蓮卻再次把燈吹滅，陳芙蓉便跑出去，喊來管事牌子，將各犯人抓捕。審訊者擔心供詞不實，多次用重刑審問她們，各犯的供詞均與楊金英一致。他們指責楊金英等人身為宮婢，不去思考如何報答皇恩，竟敢心懷怨恨，合謀弑君；寧嬪王氏雖受封號，卻首先策劃犯案，其罪與楊金英等人相同；端妃曹氏雖未直接參與，但仍是參與謀劃者；張金蓮在事敗後才報知皇后，而徐秋花等人曾吹滅燈火，均難逃從逆之罪，故認為應將所有犯人從重處罰，並請求皇帝聖裁。就此，嘉靖帝降旨曰：『這羣逆婢并曹氏、王氏，合謀弑朕于臥所，兇惡悖亂，死有餘辜。你們旣打問明白，不分首從，都依律凌遲處死，各家族屬，不限籍之同異，逐一查田，着錦衣衛拿送法司，依律處决，財產抄沒入官。陳芙蓉雖係逆婢，阻攔免究。』傳諭
刑部
等衙門到西苑仁壽宮的迎和門，將重犯楊金英等人綁赴刑場，依律凌遲處死，屍體懸首示眾，將花繩、黃綾抹布封存入官庫，並命
錦衣衛
逐一逮捕各犯族屬，依法審判處決，另行上奏
[
16
]
。
```

其後，掌禮部事大學士嚴嵩等人上疏請求選擇吉日祭謝，並認為事件發生突然，人心震驚疑惑，擔心傳言未平，希望嘉靖帝能頒布詔書。嘉靖帝認為自己大難不死，必定有神靈護佑，故同意選定吉日，派官祭告致謝，並頒布詔書安撫中外。因此，宮變發生十日之後，即嘉靖二十一年十一月初一日，嘉靖帝派遣文武大臣、成國公朱希忠等人祭謝天地、宗廟、社稷及各應祀神祇。次日，嘉靖帝向天下頒布詔書，詔書提及嘉靖二十一年十月二十一日，「變生榻寢」，「二逆御氏」勾結楊金英等宮婢，圖謀弒君，幸好他得到天地、祖宗、父母明睿宗與慈孝獻皇后的洪福庇蔭，以及眾神的護佑，通過皇后之力救他，讓他可以安然無恙，詔書又提及逆犯「依律凌遲處死，各該族屬盡夷」。《明史》及《皇明後紀妃嬪傳》等史書，均記載曹端妃和諸婢一同被磔於市，但是有學者認為王寧嬪和曹端妃的身份是妃嬪，不便在街頭行刑，可能是在紫禁城內秘密處死的。

## 身后
有關曹端妃是否參與謀逆，其他史料有不同的記載。張廷玉撰《明史》稱她「實不知也，久之帝始知其寃」。《世廟識餘錄》記曹端妃「有殊色」，為嘉靖帝所鍾愛，實際上並未參與謀逆，但有人聲稱曹端妃有授意之嫌，所以她仍被牽連入此案，人們都覺得她很冤枉。曹端妃家鄉固安縣的縣志《固安縣志》，則稱曹端妃為人端莊持重，對那些得勢的太監完全不屑一顧。嘉靖帝經常駕臨她的宮殿，招致眾多嫉妒她的人。有一日，嘉靖帝在曹妃宮中時，宮人楊氏等人謀逆作亂，嘉靖帝震怒，誅滅楊氏等人的家族，並牽連到曹端妃。嘉靖帝不久之後醒悟，深深憐憫曹妃的冤屈，甚至寫下歌辭，內有「有人從夢裡來，玉人何在」之句，天下人聽聞此事，皆為之悲傷。
沈德符撰《萬曆野獲編》說「故老相傳，曹妃為上所嬖，孝烈妒而竄入之，實不與逆謀，然而宮禁事祕，莫能明也」，即老輩有傳言指曹端妃深受嘉靖帝寵愛，孝烈皇后方氏因嫉妒端妃而誣衊她參與謀逆，但宮廷之事機密，無人能夠確知真相。毛奇齡撰《勝朝彤史拾遺記》稱壬寅宮變後，嘉靖帝受驚不能說話。孝烈皇后命令太監張左、高忠逮捕宮人，審訊查辦，王寧嬪供稱：「曹妃者，雖不與，然亦知之。」皇后於是傳皇帝之命，將曹端妃及楊金英等十餘人處以凌遲。嘉靖帝病癒後，本來很感激皇后的處置，但之後懷疑曹端妃是被冤枉，認為：「端妃，我所愛，宜無此心。」因此對皇后心生怨恨。嘉靖二十六年十一月，宮中失火，眾人請旨拯救皇后，但嘉靖帝不同意，方皇后便崩逝，皇帝事後哀悼曰：「后救我，而我不能救后」。
然而，以上說法未有任何確實史料證明，而且當代研究學者已證實《明史·五行志》所載「二十六年十一月壬午，宮中火」與《明史·世宗本紀》所載「冬十一月，壬午，大內火」的記載均有誤，實為紫禁城外西北側的大高玄殿發生火災，而非紫禁城內發生火災。楊爵《楊忠介集》中收錄的幾篇文章曾提到這次火災，例如吳時來所著的《楊御史傳》稱十一月初五日晚上，大高玄殿發生火災，火向四面擴散而無法靠近，嘉靖帝在火光中恍惚聽到有人呼喚楊爵、劉魁魁、周怡三人的名字，於是便在次日將他們從牢獄中釋放，而由天性所著的《楊御史傳》則詳細記載了火災次日嘉靖帝下詔的內容，詔書提到這場火災發生在戌時（晚上七時至九時），嘉靖帝在大高玄壇完成晚上的禮拜懺文後，稍作休息，當時負責法事之人正在值守，突然四面起火，圍困之處有三十多人無法逃脫。
明末文人孫承澤所著的《天府廣記》記載：「崇禎戊寅年九月間，(宗伯) 策杖尋大師墓於金山口，遠近十數里未得其處。乃於黑龍潭前平原廣畝之間，禾黍既登，秋風落寞，出一石碣，云大內遷出二棺之記，旁書宛平縣令名，無年月，無封樹」孫承澤是明末著名的收藏家，其書中所記的 「宗伯」指的是清順治年間的禮部尚書、宛平人王崇簡。這段內容講述崇禎十一年王崇簡曾拄杖在金山口一帶尋找傳說中的天下大師之墓，可惜方圓十餘里均未找到，卻在黑龍潭前一片廣闊的平原上發現一塊石碣，此石碣記載「大內遷出二棺」之事，旁邊刻有宛平縣令的名字，沒有年月，也沒有在墳旁種樹以標明其處，未能考證其緣由。孫承澤在書中考證了這兩具棺木主人的身份，認為：「宗伯所記，則此二棺世廟時有宮婢之變，波及曹、王二妃賜死，宛平縣收埋於此，要與建文無關也。 」孫承澤認為這兩具棺木可能屬於壬寅宮變後被賜死的曹端妃和王寧嬪，由宛平縣負責收埋於黑龍潭前的平原，與失蹤的建文帝朱允炆沒有任何關係。